# Chad Ruhwedel
Chad Ruhwedel (né le 7 mai 1990 à San Diego dans l'État de Californie aux États-Unis) est un joueur professionnel américain de hockey sur glace. Il évolue au poste de défenseur.

## Biographie
Chad Ruhwedel commence à jouer au hockey sur glace à la patinoire de San Diego, habitant alors «Scripps Ranch» (ville-dortoir en périphérie de San Diego). Par la suite, il joue pour les équipes juniors des Gulls de San Diego et de La Jolla Jaquars, avant de jouer pour l'équipe des moins de 18 ans affiliée aux Kings de Los Angeles. 
En suivant, Chad Ruhwedel joue pour le Stampede de Sioux Falls dans la « United States Hockey League » gagnant ainsi une bourse universitaire en division I pour l'université d'UMass-Lowell. Le 13 avril 2013 il signe un contrat d'entrée de deux ans en tant que joueur non repêché avec les Sabres de Buffalo.
Le 16 juillet 2014, Ruhwedel signe un contrat de deux ans pour rester dans l'organisation des Sabres. 
A la fin de son contrat avec les Sabres de Buffalo le 1 juillet 2016, Chad Ruhwedel signe comme agent libre pour un contrat d'un an avec les vainqueurs de la coupe Stanley les Penguins de Pittsburgh. Il marque son premier but en LNH le 23 décembre 2016 dans une victoire 4-1 face aux Devils du New jersey. Durant la saison 2016-2017 il sépare son temps entre 28 matchs pour la ligue mineure des Penguins Wilkes-Barre/Scranton et 34 matchs en LNH. 
Chad Ruhwedel a joué 6 matchs de série éliminatoire, mais il a souffert d'une commotion cérébral durant le 4e match de la finale de l'association de l'Est face aux Sénateurs d'Ottawa, manquant ainsi la fin de la saison. Comme il a passé 1/3 de la saison en ligue mineure il n'a pas eu son nom gravé sur la coupe. Cependant, l'organisation des Penguins lui donne un jour à passer avec la coupe et une bague de coupe Stanley. 
Le 22 juin 2017, les Penguins re-signent Ruhwedel pour un contrat de deux ans d'une valeur de 1,3 million de dollars.
Le 8 mars 2024, date limite des transactions, Ruhwedel est envoyé aux Rangers de New York alors que ceux-ci recherchent de la profondeur pour les séries éliminatoires. En retour, les Penguins obtiennent un choix de quatrième ronde au repêchage de 2027.

## Statistiques
| Saison     | Équipe                            | Ligue       |     | Saison régulière | Saison régulière | Saison régulière | Saison régulière | Saison régulière |   | Séries éliminatoires | Séries éliminatoires | Séries éliminatoires | Séries éliminatoires | Séries éliminatoires |
| Saison     | Équipe                            | Ligue       | PJ  | B                | A                | Pts              | Pun              | PJ               | B | A                    | Pts                  | Pun                  |                      |                      |
| 2008-2009  | Stampede de Sioux Falls           | USHL        | 55  | 0                | 11               | 11               | 30               | 4                | 0 | 1                    | 1                    | 4                    |                      |                      |
| 2009-2010  | Stampede de Sioux Falls           | USHL        | 58  | 5                | 17               | 22               | 55               | 3                | 0 | 1                    | 1                    | 2                    |                      |                      |
| 2010-2011  | UMass-Lowell                      | Hockey East | 32  | 2                | 13               | 15               | 10               | -                | - | -                    | -                    | -                    |                      |                      |
| 2011-2012  | UMass-Lowell                      | Hockey East | 37  | 6                | 19               | 25               | 26               | -                | - | -                    | -                    | -                    |                      |                      |
| 2012-2013  | UMass-Lowell                      | Hockey East | 41  | 7                | 16               | 23               | 20               | -                | - | -                    | -                    | -                    |                      |                      |
| 2012-2013  | Sabres de Buffalo                 | LNH         | 7   | 0                | 0                | 0                | 0                | -                | - | -                    | -                    | -                    |                      |                      |
| 2013-2014  | Americans de Rochester            | LAH         | 47  | 4                | 24               | 28               | 22               | 5                | 2 | 3                    | 5                    | 4                    |                      |                      |
| 2013-2014  | Sabres de Buffalo                 | LNH         | 21  | 0                | 1                | 1                | 2                | -                | - | -                    | -                    | -                    |                      |                      |
| 2014-2015  | Americans de Rochester            | LAH         | 72  | 10               | 26               | 36               | 22               | -                | - | -                    | -                    | -                    |                      |                      |
| 2014-2015  | Sabres de Buffalo                 | LNH         | 4   | 0                | 1                | 1                | 0                | -                | - | -                    | -                    | -                    |                      |                      |
| 2015-2016  | Americans de Rochester            | LAH         | 59  | 10               | 16               | 26               | 26               | -                | - | -                    | -                    | -                    |                      |                      |
| 2015-2016  | Sabres de Buffalo                 | LNH         | 1   | 0                | 0                | 0                | 2                | -                | - | -                    | -                    | -                    |                      |                      |
| 2016-2017  | Penguins de Wilkes-Barre/Scranton | LAH         | 28  | 4                | 12               | 16               | 12               | -                | - | -                    | -                    | -                    |                      |                      |
| 2016-2017  | Penguins de Pittsburgh            | LNH         | 34  | 2                | 8                | 10               | 8                | 6                | 0 | 0                    | 0                    | 4                    |                      |                      |
| 2017-2018  | Penguins de Pittsburgh            | LNH         | 44  | 2                | 3                | 5                | 16               | 12               | 0 | 0                    | 0                    | 2                    |                      |                      |
| 2018-2019  | Penguins de Pittsburgh            | LNH         | 18  | 1                | 1                | 2                | 4                | -                | - | -                    | -                    | -                    |                      |                      |
| 2018-2019  | Penguins de Wilkes-Barre/Scranton | LAH         | 5   | 1                | 4                | 5                | 2                | -                | - | -                    | -                    | -                    |                      |                      |
| 2019-2020  | Penguins de Pittsburgh            | LNH         | 41  | 2                | 4                | 6                | 12               | -                | - | -                    | -                    | -                    |                      |                      |
| 2020-2021  | Penguins de Pittsburgh            | LNH         | 17  | 0                | 2                | 2                | 14               | -                | - | -                    | -                    | -                    |                      |                      |
| 2021-2022  | Penguins de Pittsburgh            | LNH         | 78  | 4                | 9                | 13               | 14               | 7                | 0 | 0                    | 0                    | 0                    |                      |                      |
| 2022-2023  | Penguins de Pittsburgh            | LNH         | 47  | 1                | 4                | 5                | 18               | -                | - | -                    | -                    | -                    |                      |                      |
| 2023-2024  | Penguins de Pittsburgh            | LNH         | 47  | 1                | 3                | 4                | 4                | -                | - | -                    | -                    | -                    |                      |                      |
| 2023-2024  | Rangers de New York               | LNH         | 5   | 0                | 0                | 0                | 0                | -                | - | -                    | -                    | -                    |                      |                      |
| Totaux LNH | Totaux LNH                        | Totaux LNH  | 364 | 13               | 36               | 49               | 94               | 25               | 0 | 0                    | 0                    | 6                    |                      |                      |

## Trophées et honneurs personnels

### United States Hockey Leagues
- 2009-2010 : participe au Match des étoiles de l'USHL

### National Collegiate Athletic Association (NCAA)
- 2012-2013 : 
  - nommé dans la première équipe d'étoiles de Hockey East
  - nommé dans la première équipe d'étoiles de la région Est de la NCAA

### Ligue nationale de hockey
- 2016-2017 : vainqueur de la coupe Stanley avec les Penguins de Pittsburgh